# 波多野秀尚
波多野秀尚（?—1579年6月25日），日本戰國時代至安土桃山時代的武將。父親是波多野晴通。

## 生平
生年不詳，家中次男。與哥哥秀治一同在八上城死守城池，與織田氏家臣明智光秀軍戰鬥長達1年半，最後降伏（黑井城之戰），與秀治一同被送到安土，在慈恩寺被處以磔刑。
辭世句是。